# Championnat du Maroc de football de deuxième division 2021-2022
Navigation
Édition précédente Édition suivante
Le Championnat du Maroc de football de deuxième division 2021-2022 est la 66e édition du championnat du Maroc de football D2. Elle oppose 16 clubs regroupées au sein d'une poule unique où les équipes se rencontrent deux fois, à domicile et à l'extérieur. En fin de saison, les deux derniers sont relégués et remplacés par les deux premiers clubs du National, l'équivalent de la D3 au Maroc. Les deux premières places sont qualificatives à la Botola Pro 2022-2023.

## Classement
| Rang | Équipe        | Pts | J  | G  | N  | P  | Bp | Bc | Diff |
| ---- | ------------- | --- | -- | -- | -- | -- | -- | -- | ---- |
| 1    | MA Tétouan R  | 66  | 30 | 20 | 6  | 4  | 47 | 19 | +28  |
| 2    | US Touarga    | 55  | 30 | 15 | 10 | 5  | 40 | 31 | +9   |
| 3    | O Dcheira     | 44  | 30 | 10 | 14 | 6  | 28 | 22 | +6   |
| 4    | RCA Zemamra R | 44  | 30 | 12 | 8  | 10 | 39 | 32 | +7   |
| 5    | JS Massira P  | 41  | 30 | 11 | 8  | 11 | 25 | 33 | -8   |
| 6    | AS Salé       | 40  | 30 | 10 | 10 | 10 | 32 | 33 | -1   |
| 7    | CS Marocain   | 40  | 30 | 9  | 13 | 8  | 36 | 34 | +2   |
| 8    | IZ Khémisset  | 39  | 30 | 11 | 6  | 13 | 27 | 32 | -5   |
| 9    | CJB Guerir    | 37  | 30 | 9  | 10 | 11 | 23 | 24 | -1   |
| 10   | RB Mellal     | 37  | 30 | 8  | 13 | 9  | 24 | 30 | -6   |
| 11   | Racing AC     | 36  | 30 | 9  | 9  | 12 | 33 | 39 | -6   |
| 12   | Wydad AF      | 35  | 30 | 8  | 11 | 11 | 30 | 33 | -3   |
| 13   | CA Khénifra   | 34  | 30 | 7  | 13 | 10 | 29 | 29 | 0    |
| 14   | USM Oujda P   | 34  | 30 | 8  | 10 | 12 | 34 | 36 | -2   |
| 15   | Tihad AS      | 34  | 30 | 8  | 10 | 12 | 27 | 31 | -4   |
| 16   | KAC Marrakech | 24  | 30 | 5  | 9  | 16 | 27 | 43 | -16  |

Source : Classement de la saison 2021-2022 sur soccerstand.com